# Saint-Quantin-de-Rançanne
Saint-Quantin-de-Rançanne is een gemeente in het Franse departement Charente-Maritime (regio Nouvelle-Aquitaine) en telt 272 inwoners (1999). De plaats maakt deel uit van het arrondissement Jonzac.

## Geografie
De oppervlakte van Saint-Quantin-de-Rançanne bedraagt 9,1 km², de bevolkingsdichtheid is 29,9 inwoners per km².
De onderstaande kaart toont de ligging van Saint-Quantin-de-Rançanne met de belangrijkste infrastructuur en aangrenzende gemeenten.

## Demografie
Onderstaande figuur toont het verloop van het inwonertal (bron: INSEE-tellingen).